# Makedonska Kamenica
Makedonska Kamenitsa (Macedonisch: Македонска Каменица) is een gemeente in Noord-Macedonië.
Makedonska Kamenitsa telt 8110 inwoners (2002). De oppervlakte bedraagt 190,37 km², de bevolkingsdichtheid is 42,6 inwoners per km².